# 布魯克斯堡 (印地安納州)
布魯克斯堡（英語：Brooksburg）是一個位於美國印地安納州傑佛遜縣的城鎮。

## 人口
根據2010年美國人口普查的數據，布魯克斯堡的面積為0.29平方千米，當中陸地面積為0.26平方千米，而水域面積為0.03平方千米。當地共有人口81人，而人口密度為每平方千米279人。